# 慶沢園

慶沢園

慶沢園（けいたくえん）は、大阪市天王寺区にある天王寺公園内の日本庭園である。命名は伏見宮貞愛親王。

## 概要

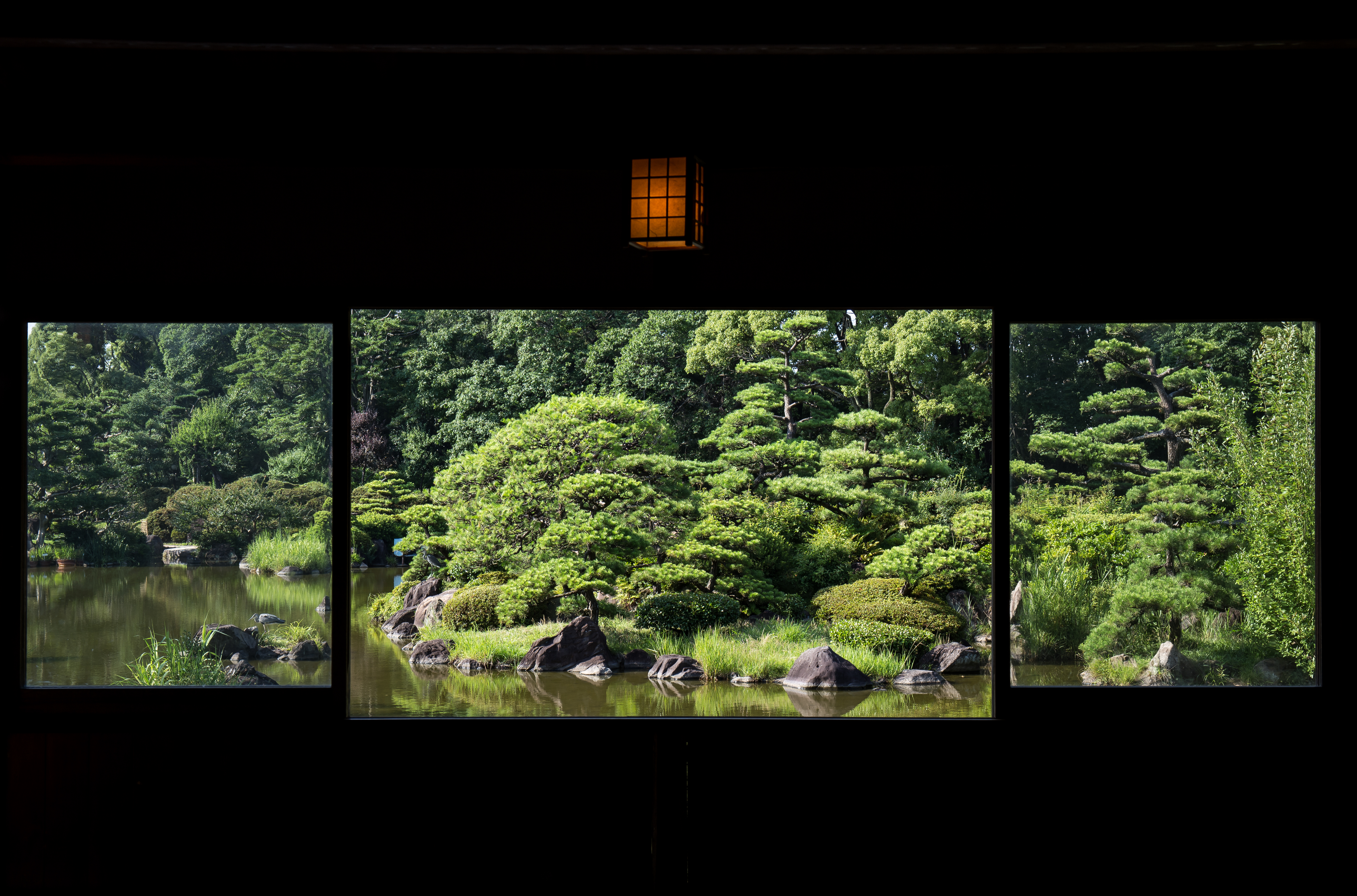
四阿からの景色

元は住友家の茶臼山本邸庭園として、1918年（大正7年）に完成した。1908年（明治41年）に木津聿斎（木津宗泉、木津宗詮）の設計、小川治兵衛の作庭により造園が開始されて以来、完成までに10年を費やしている。大小3つの島が浮かぶ池の周囲の林間を回遊し鑑賞する様式（林泉回遊式）で、全国から名石・名木を集めた広大な庭園となっている。
1921年（大正10年）に住友家が大阪市に寄付を打診。1925年（大正14年）に住友家本邸が神戸に移転したことで、隣接する旧本邸敷地（現：大阪市立美術館）、茶臼山とともに寄贈された。
現在は、1936年（昭和11年）に開館した歴史主義建築の大阪市立美術館とともに天王寺公園の中に組み込まれ、一般公開されている。

## 利用情報
- 開園時間 - 9:30～17:00（5・9月の土・日・祝および7・8月の金・土・日・祝は～20:00、入園は30分前まで）
- 閉園日 - 月曜日（月曜が祝祭日の場合は翌日閉園）、年末年始（12月29日～1月1日）
- 所在地 - 大阪府大阪市天王寺区茶臼山町1-108（天王寺公園内）
- 備考 - 大阪市指定文化財

## ギャラリー

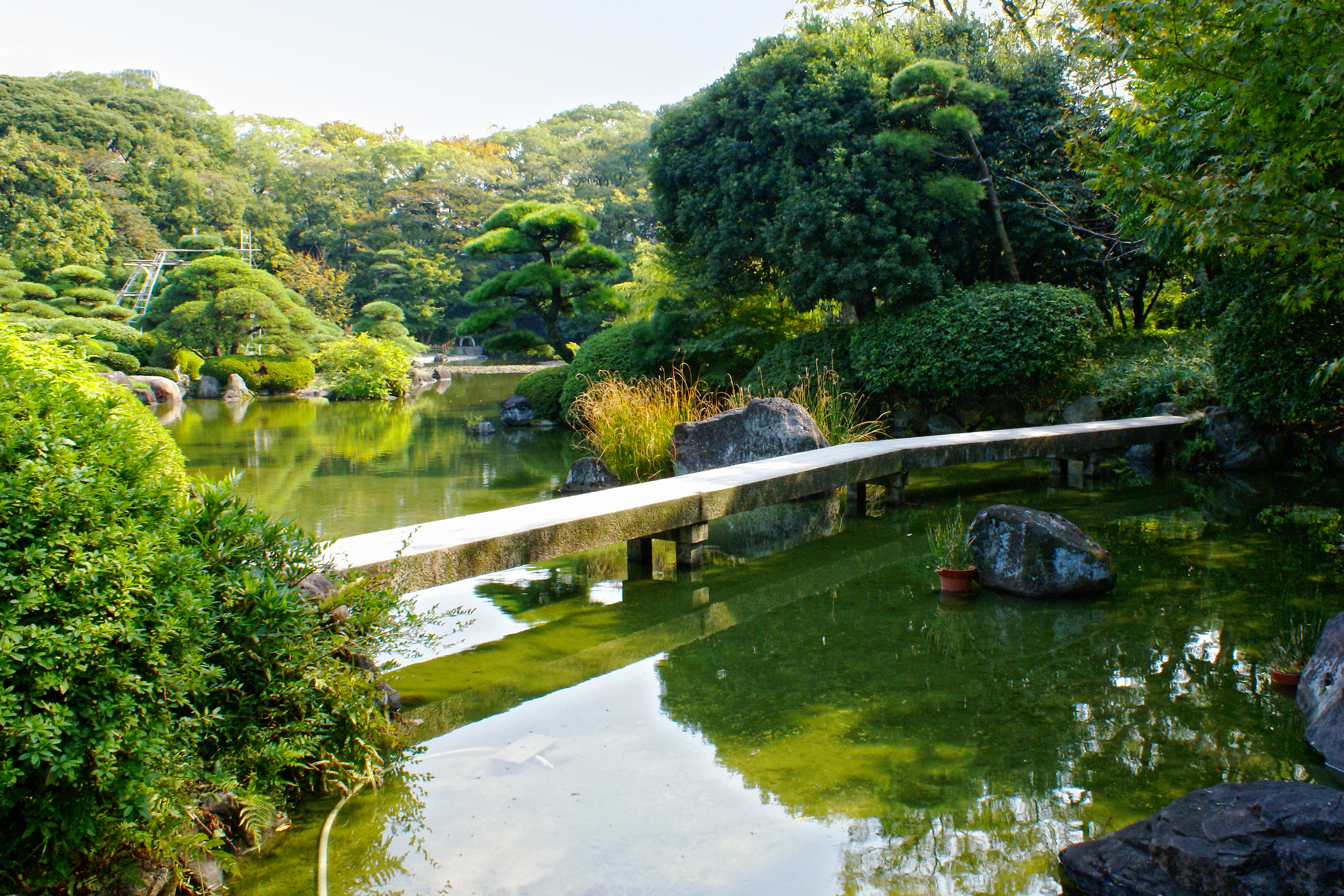
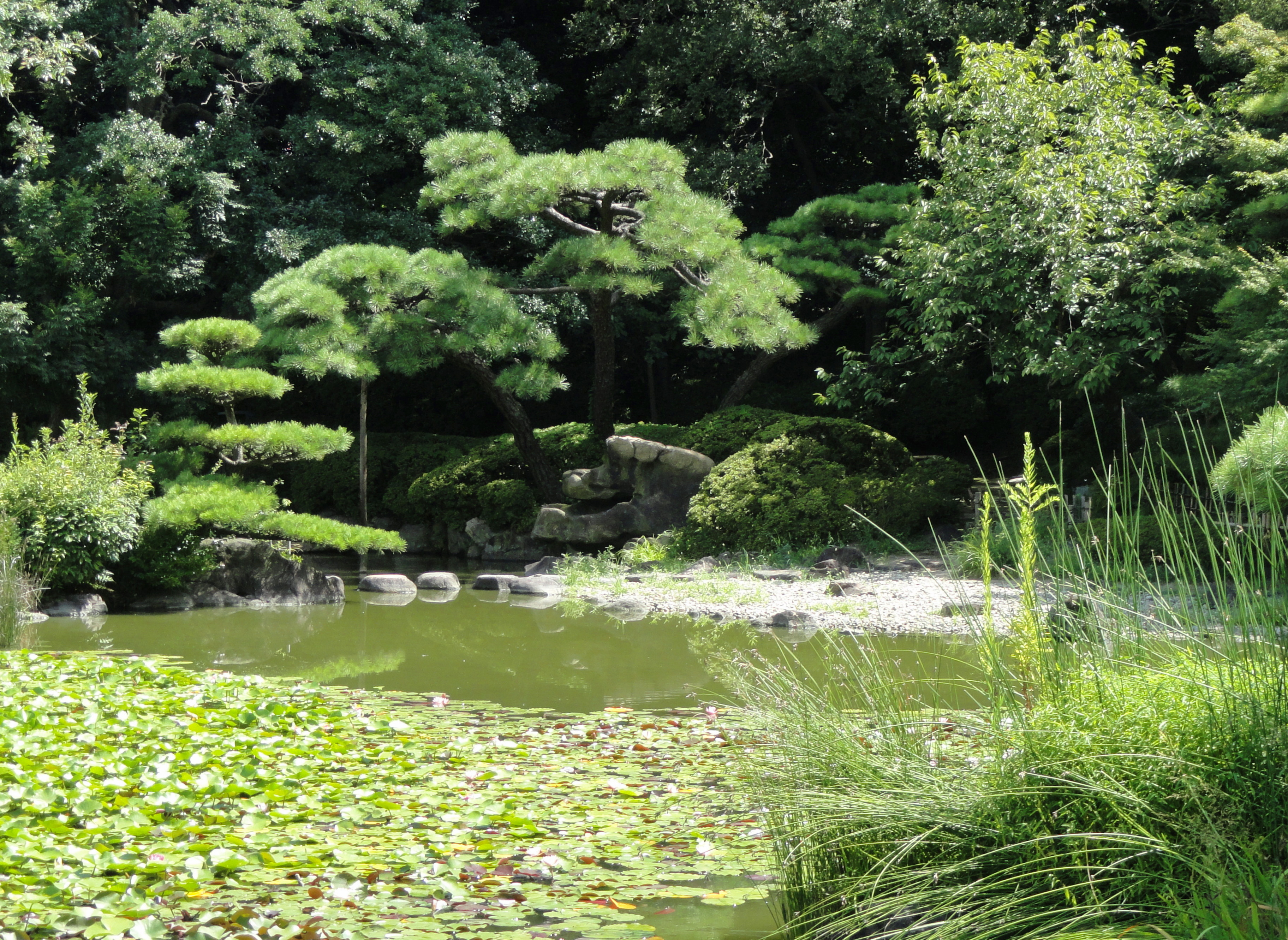
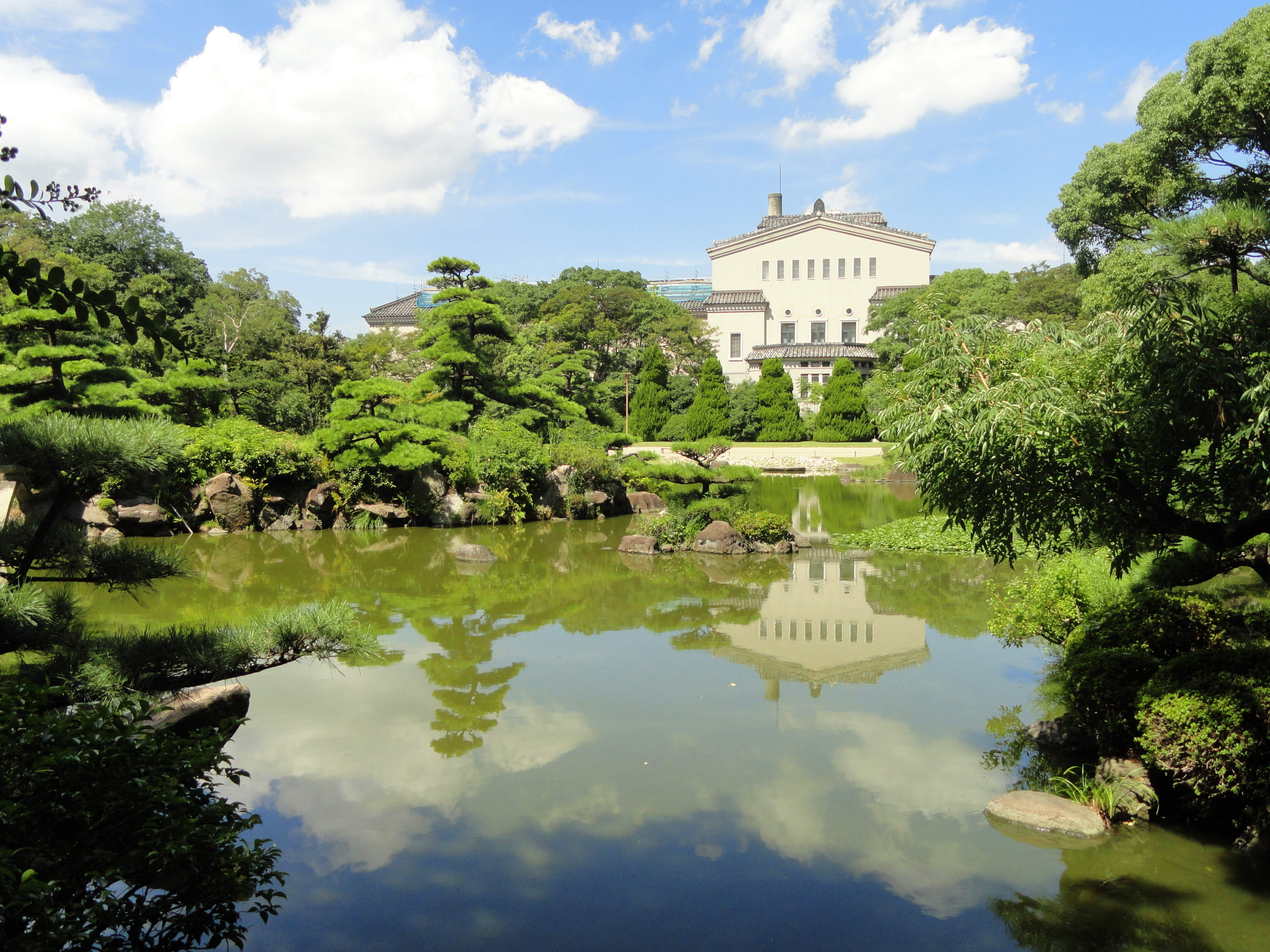
大阪市立美術館を望む
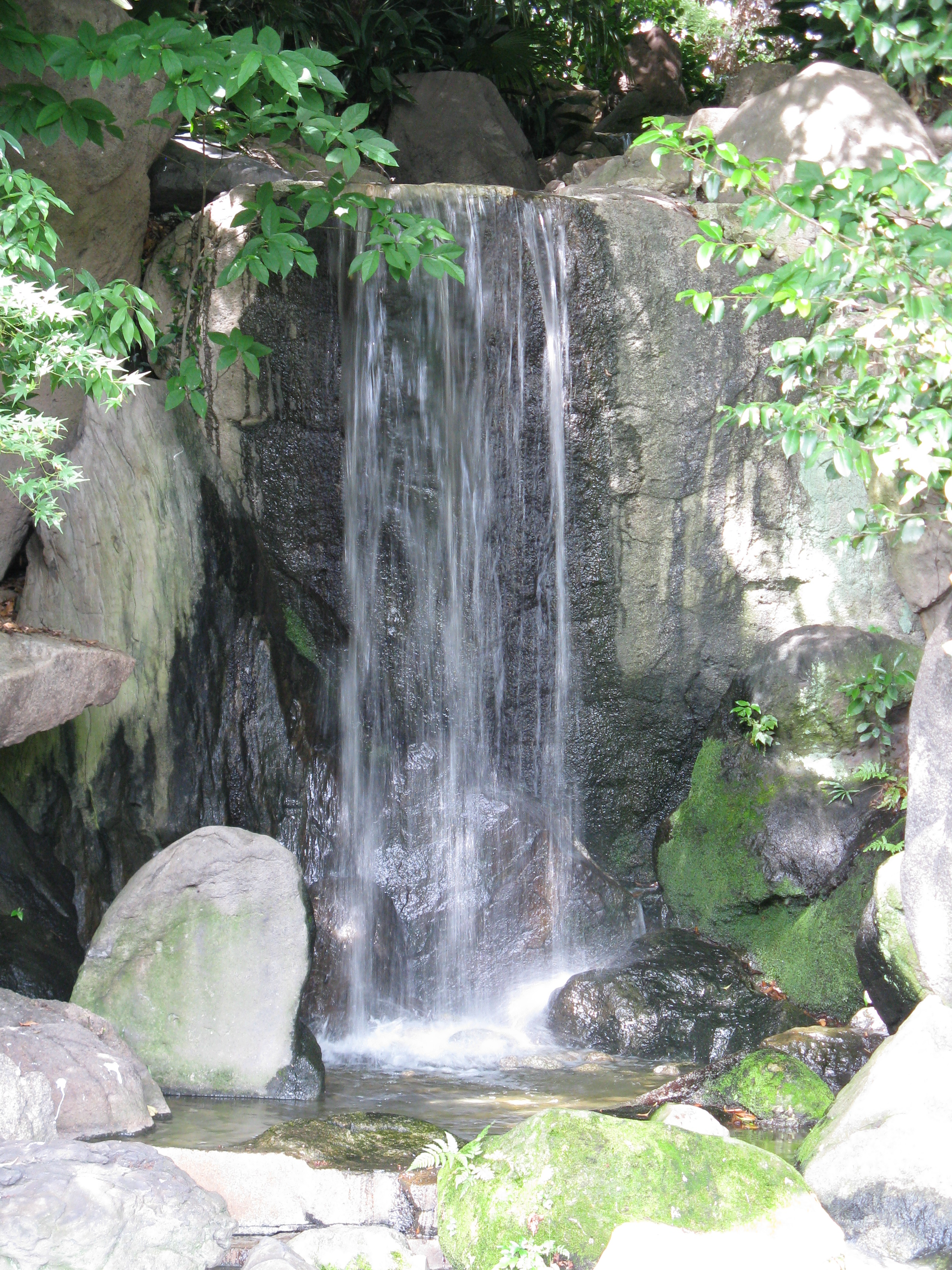

## 周辺情報
- 茶臼山古墳
- 堀越神社
- 安居神社
- 一心寺
- 四天王寺
  - 四天王寺本坊庭園

## 交通アクセス
- JR大阪環状線・関西本線・阪和線天王寺駅 徒歩5分
- 地下鉄御堂筋線・谷町線天王寺駅 徒歩5分